# مرداسیان
مِرداسیان دودمانی عرب بودند که در سده ۵ هجری قمری در شمال شام فرمانروایی یافتند.
مرداسیان از قبیله کلاب، از اعراب شمالی بودند که در ابتدای سده ۱۱م از منطقه حله در عراق به حلب کوچیدند. کوچ آل مرداس بخشی از جنبش اعراب بدوی که بیشتر شیعه مذهب بودند، به سوی کناره‌های عراق و شام در گذر سده ۱۰میلادی و ابتدای سده ۱۱میلادی بود. ممکن است رویدادهای برآمده از خیزش قرمطیان در صحرای شام انگیزه چنین جنبشی باشد.
در سال ۴۰۲ قمری (۱۰۱۱میلادی) ابوعلی صلح بن مرداس بدویان را به شورش در ابونصر بن لؤلؤ حاکم حلب برانگیخت. با وجودی که حلب پس از آن به گستره فاطمیان افزوده شد ولی مردم آن دیار از حکومت آنها خرسند نبودند؛ بنابراین صالح بن مرداس و سنان بن علیان رئیس قبیله بنی کلب و حسان بن المفاح رئیس قبیله طی با یکدیگر متحد شدند و بر فاطمیان شوریدند. در سال ۴۰۴ق (۱۰۲۳م) سنان و حسان به ترتیب سرزمین‌های دمشق و فلسطین را در دست گرفتند و صالح به فرمانروایی حلب رسید و دولت مرداسیان را در آنجا برپا نمود.